# Шумилова Галина Іванівна
Гали́на Іва́нівна Шуми́лова (нар. 18 липня 1942, Мала Білозерка) — українська співачка (сопрано), народна артистка України з 1995 року.

## Біографічні дані
Народилася 18 липня 1942 року в селі Малій Білозерці Василівського району Запорізької області (нині Україна). 1965 року закінчила Дніпропетровське музичне училище імені Михайла Глінки, де навчалася у О. Ковальової.
З 1966 по 1967 рік співала в Закарпатському народному хорі; з 1968 року — солістка Українського народного хору імені Григорія Верьовки.